# 48 Hours
48 Hours（フォーティエイトアワーズ）は、アメリカ合衆国・CBSが放送するCBSニュース製作のドキュメンタリー番組。放送開始は1988年1月19日。

## 概要
1986年の薬不足の危機を取り上げた特別番組を放送したところ、1500万人の視聴者を獲得、1988年に第1回放送がスタートした。基本的にはある視点の2日間（48時間）を取り上げる。
ハロルド・ダウは初回から出演中。土曜日の48 Hours、日曜日の60 Minutesと並ぶ、CBSニュースの看板番組となった。同番組は20以上のエミー賞を獲得した。
日本では、CBSと提携しているTBSが、深夜帯に吹き替えで放映していた。
MCはピーター・バラカン、石井苗子。

## 日本の放送業界への影響
『48 Hours』は日本の報道番組にも影響を与えており、2013年4月5日に『ドキュメント72時間』(NHK)を開始した。